# Hyperion Bay
Hyperion Bay is een Amerikaanse dramaserie die van 21 september 1998 tot en met 8 maart 1999 uitgezonden werd door The WB. Er werd één seizoen van 17 afleveringen geproduceerd, maar door tegenvallende kijkcijfers werd de serie stopgezet nog voor de laatste aflevering uitgezonden werd.

## Verhaal
Dennis Sweeny stond tijdens zijn jeugd altijd in de schaduw van zijn populaire ouder broer Nick, die op school de kapitein was van het Football-team, een relatie had met het mooiste meisje van de school en vervolgens in de voetsporen van hun vader trad als aannemer.
Na een succesvolle carrière in de computersoftwarebranche keert Dennis terug naar zijn geboorteplaats Hyperion Bay om een lokale afdeling te openen voor het bedrijf waar hij werkt. Dit zou het kleine kustplaatje in Californië, dat het economisch moeilijk heeft, weer kunnen doen opleven.
De serie volgt het drama dat ontstaat wanneer het moderne botst met het traditionele in Hyperion Bay: de terugkeer van Dennis die enige wrevel opwekt bij Nick, Dennis die opnieuw zijn plaats moet zoeken binnen de kleine gemeenschap, en de interpersoonlijke spanningen die dit alles met zich meebrengen.

## Rolverdeling
| Acteur              | Personage       | Opmerkingen        |
| ------------------- | --------------- | ------------------ |
| Mark-Paul Gosselaar | Dennis Sweeny   |                    |
| Raymond J. Barry    | Frank Sweeny    |                    |
| Sydney Penny        | Jennifer Worth  |                    |
| Dylan Neal          | Nick Sweeny     |                    |
| Christina Moore     | Amy Sweeny      |                    |
| Bart Johnson        | Nelson Tucker   | afleveringen 1–14  |
| Cassidy Rae         | Trudy Tucker    |                    |
| Chaka Forman        | Marcus Fox      | afleveringen 4–17  |
| Carmen Electra      | Sarah Hicks     | afleveringen 10–17 |
| Cindy Pickett       | Marjorie Sweeny | terugkerende rol   |
| Daya Vaidya         | Emily           | terugkerende rol   |

## Afleveringen
| Nr. | Titel aflevering              | Uitzenddatum VS   |
| --- | ----------------------------- | ----------------- |
| 1   | Pilot                         | 21 september 1998 |
| 2   | The Cookie Crumbles           | 28 september 1998 |
| 3   | Static                        | 5 oktober 1998    |
| 4   | Family Business               | 12 oktober 1998   |
| 5   | Temptation and Responsibility | 19 oktober 1998   |
| 6   | Some Common Words and Phrases | 26 oktober 1998   |
| 7   | Save the Last Dance for Me    | 2 november 1998   |
| 8   | House Guests and Fish         | 16 november 1998  |
| 9   | The Rope                      | 23 november 1998  |
| 10  | Young and on Fire             | 25 januari 1999   |
| 11  | Truth or Consequences         | 27 januari 1999   |
| 12  | The Takeover                  | 1 februari 1999   |
| 13  | Strange Days                  | 8 februari 1999   |
| 14  | Valentine's Bay               | 15 februari 1999  |
| 15  | With Friends Like These...    | 22 februari 1999  |
| 16  | A Matter of Trust             | 1 maart 1999      |
| 17  | The Weight of the World       | 8 maart 1999      |

## Trivia
- In een poging om de serie hipper te maken werd bedenker en uitvoerend producent Joseph Dougherty vervangen door voormalig Melrose Place-producent Frank South. Die voegde Carmen Electra aan de cast toe als Sarah Hicks, een personage gemodelleerd naar Heather Locklears personage Amanda Woodward in Melrose Place.[2]